# Abdelaziz Sakájmi
Abdelaziz Sakájmi, arabul: عبد العزيز شكايمي (Blida, ?– ?) algériai nemzetközi labdarúgó-játékvezető.

## Pályafutása

### Nemzeti játékvezetés
Játékvezetésből Blidában vizsgázott. Az Algériai labdarúgó-szövetség Játékvezető Bizottságának (JB) minősítésével a Championnat National 1 bírója. A nemzeti játékvezetéstől 1968-ban visszavonult.

#### Algériai labdarúgókupa
| Időpont        | Helyszín                           | Mérkőzés típusa | Mérkőzés                | Eredmény |
| -------------- | ---------------------------------- | --------------- | ----------------------- | -------- |
| 1964. május 7. | 1955. augusztus 20. Stadion, Algír | döntő           | ES Sétif–MO Constantine | 2 – 1    |

### Nemzetközi játékvezetés
Az Algériai labdarúgó-szövetség JB terjesztette fel az első algériai nemzetközi játékvezetőnek, a Nemzetközi Labdarúgó-szövetség (FIFA) 1963-tól tartotta nyilván bírói keretében. A FIFA JB központi nyelvei közül a franciát beszéli. Több nemzetek közötti válogatott és klubmérkőzést vezetett, vagy működő társának partbíróként segített.A  nemzetközi játékvezetéstől 1968-ban búcsúzott.

#### Afrikai nemzetek kupája
Az 1965-ös afrikai nemzetek kupáján a CAF JB játékvezetőként foglalkoztatta. 
| Időpont            | Helyszín               | Mérkőzés típusa | Mérkőzés      | Eredmény |
| ------------------ | ---------------------- | --------------- | ------------- | -------- |
| 1965. november 21. | Nemzeti Stadion, Accra | döntő           | Ghána–Tunézia | 3 – 2    |